# 白水の滝 (諏訪之瀬島)
白水の滝（しらみずのたき）は、鹿児島県鹿児島郡十島村の諏訪之瀬島にある滝。総落差は283ｍ。

## 概要
トカラ列島の諏訪之瀬島北部の富立岳（とんだちだけ、標高536m）の東面の標高283ｍ地点から水が湧き出し、それがそのまま滝となり海に注ぐ海岸瀑である。
島民や漁師らは滝の存在を知っていたが落差や水源の場所などの詳細は長年不明だった。2022年7月、諏訪之瀬島の火山噴火を独自に研究する青木章ら6人が調査し、そのうち小阪健一郎ら3人が水源を発見した。国土交通省大隅国道事務所がそのときの写真と数値標高データを照らし合わせたところ水源の標高が283mと確認された。
九州最大級だと報道された奄美大島のフーチブルの滝181mよりも落差が大きく、日本一とも言われる富山県の称名滝350mに次ぐ落差を有する。

## 登山史
- 1969年、立正大学探検部の青木章らが、富立岳を登頂（記録上は初登頂）[1]。
- 2022年7月、小阪健一郎ら三人の登山家が初登攀に成功し、水源を発見した[1]。
- 2023年7月、青木章が白水の滝の源流で遭難死した[5]。